# José María Blasco Comellas
José María Blasco Comellas (Barcelona, 1960) és psicoanalista i codirector de l'Espai de Psicoanalític de Barcelona.
Llicenciat en Matemàtiques per la Universitat de Barcelona, va ser professor de la Facultat d'Informàtica de la Universitat Politècnica de Catalunya. El 1987 va marxar a treballar per a la Gessellschaft für Mathematik und Datenverarbeitung, empresa d'investigació alemanya que duria el node central de la xarxa EARN a Alemanya. És un pioner d'EARN (European Academic Research Network) i de les llistes de distribució (LISTSERV).
És un dels protagonistes com a pioner de la xarxa en el llibre d'Andreu Veà Cómo creamos internet, on hi diu: “A les burocràcies no els agrada la gent que està preocupada de fer coses que serveixen, sinó que els agrada la gent que està preocupada per obeir la jerarquia, predictibles, i jo no era gens predictible.” 
El 1985 va publicar Manual del Usuario del Lenguaje UBL. L'UBL era el llenguatge de la Universitat de Barcelona, eina oficial de la UB per ensenyar a programar durant diversos anys. “L'UBL és una evolució del que va ser el primer compilador de Pascal de la UB (ho vam rebre per correu des de Zurich: prèviament a l'existència de la xarxa, és clar), i que vaig escriure jo dels 20 als 22 anys, mentre feia la carrera de mates, en fitxes perforades, perquè em va donar la gana i sense cobrar”, explica Blasco.